# 下阿沃雷阿
下阿沃雷阿（西班牙語：Abaurrea Baja）是西班牙纳瓦拉的一个市镇。总面积11.1平方公里，平均海拔為855公尺，总人口47人（2001年），人口密度4人/平方公里。